# Pierre de Polignac

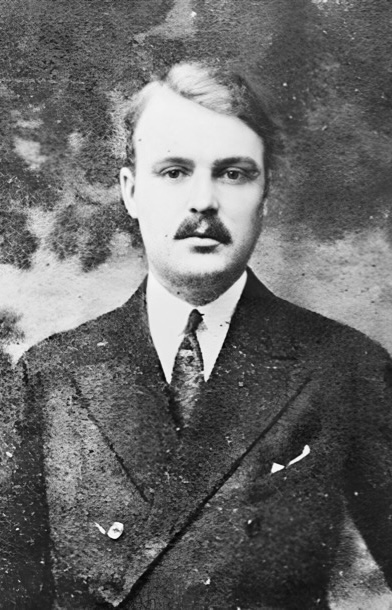

Pierre Marie Xavier Raphael Antoine Melchior, Comte de Polignac (* 14. Oktober 1895 im Château de Kerscamp in Hennebont, Morbihan; † 10. November 1964 in Paris), auch Pierre Grimaldi, Duc de Valentinois oder Prince Pierre de Monaco, war ein französisch-monegassischer Adeliger und Angehöriger des Fürstenhauses Grimaldi von Monaco.

## Leben
Seine Eltern waren der französische Adelige Maxence, Comte de Polignac, aus dem Hause der Ducs de Polignac und die in Mexiko geborene Adelige Susana de la Torre y Mier. Im Ersten Weltkrieg diente Pierre de Polignac in der französischen Armee. Historische Bedeutung erlangte er, als Pierre de Polignac und Erbprinzessin Charlotte von Monaco am 19. März 1920 heirateten. 
Einen Tag vor der Hochzeit nahm Pierre de Polignac durch fürstlich monegassischen Erlass den Namen und das Wappen der Grimaldis an und erhielt in Primogenitur den Titel eines Duc de Valentinois. Marcel Proust war zu dieser Zeit in den wohl bisexuellen Pierre de Polignac verliebt, was nicht nur in Prousts Romanwerk einfloss, sondern auch in zahlreichen Briefen des Schriftstellers an Pierre de Polignac, den Lettres au Duc de Valentinois, seinen Ausdruck fand. Schließlich kam es zum Bruch zwischen Proust und Pierre de Polignac. Der unglücklich verlaufenden Ehe mit Charlotte, die kraft einer Verordnung des Fürsten Louis II. in Monaco am 18. Februar 1933 geschieden wurde, entstammten die 1920 in Paris geborene Prinzessin Antoinette von Monaco, Baronesse de Massy, und der 1923 in Monaco geborene spätere Fürst Rainier III.
Das Paar hatte sich bereits 1930 getrennt. Fürst Louis regierte seinerzeit von Schloss Marchais in der nordfranzösischen Picardie aus, während Pierre de Polignac sich mit den Kindern in Monaco und Prinzessin Charlotte in Sanremo in Italien aufhielt. Politische Unruhen hätten fast bewirkt, dass Fürst Louis abgesetzt worden und Pierre an seiner Stelle auf den Thron gelangt wäre. Schließlich konnte der regierende Fürst sich mit Hilfe der monegassischen Streitkräfte an der Macht halten.
Durch die 1933 erfolgte Scheidung erhielt Pierre de Polignac seine persönlichen Besitztümer zurück und vom monegassischen Fürstenhaus eine lebenslange Leibrente, finanziert aus dem Staatsetat Monacos, und für die beiden Kinder jährlich je 100.000 Franc Unterhaltskosten, denn der Großvater, Fürst Louis, behielt sich als „fürstliches Familienoberhaupt“ das Sorgerecht vor. Die Kinder waren Pierre de Polignac zugesprochen, jedoch musste er in Erziehungsfragen Fürst Louis konsultieren. Offiziell blieb der Fürstenpalast in Monaco Pierres Wohnsitz, aber er durfte sich ohne Genehmigung des Fürsten nicht in Monaco aufhalten.

Offizielles Monogramm des Prinzen Pierre von Monaco

„Prince Pierre de Monaco“, wie er offiziell tituliert wurde, lebte während der Regierungszeit seines Sohnes, Fürst Rainier, in einer Villa nahe dem Fürstenpalast und war von 1951 bis zu seinem Tod 1964 der Präsident des 1951 gegründeten „Conseil Littéraire“. (Dazu wurde 1976, zum 25-jährigen Jubiläum, in Monaco eine Briefmarke mit dem Konterfei Pierres herausgegeben.) Im Jahr 1951 wurde auch der „Prix littéraire Prince Pierre de Monaco“ ins Leben gerufen, ein jährlicher Preis für französischsprachige Literatur, der auf Vorschlag des „Conseil Littéraire“ verliehen wird und im Jahr 2018 mit 25.000 € dotiert war.
Im Jahr 1956 bemühte sich Pierre de Monaco vergeblich beim Vatikan um die päpstliche Anerkennung seiner Scheidung, die die amerikanische Millionenerbin Audrey Emery zur Bedingung für eine Ehe mit ihm machte.
1957 nahm Pierre von Monaco die Präsidentschaft der monegassischen UNESCO-Kommission sowie des Monegassischen Olympischen Komitees an. Nachdem Prinz Pierre 1964 im Amerikanischen Krankenhaus Paris im Beisein seiner Kinder an Krebs gestorben war, wurde er in der La-Paix-Kapelle in Monaco beigesetzt. 1966 ehrte sein Sohn, Fürst Rainier III., ihn mit der Gründung der „Fondation Prince Pierre“.

## Auszeichnungen und Preise (Auswahl)
- Monaco: Großkreuz des Ordens des heiligen Karl
- Frankreich: Grand Officer der Ehrenlegion
- Italien: Großkreuz des Verdienstordens der Italienischen Republik